# مارك ر. بيكون
مارك ر. بيكون هو شخصية أعمال ومحامي وسياسي أمريكي، ولد في 29 فبراير 1852، وتوفي في 20 أغسطس 1941 في باسادينا في الولايات المتحدة. نشط حزبياً في الحزب الجمهوري. وقد انتخب عضو مجلس النواب الأمريكي ‏.